# Kitchener och Waterloos spårväg

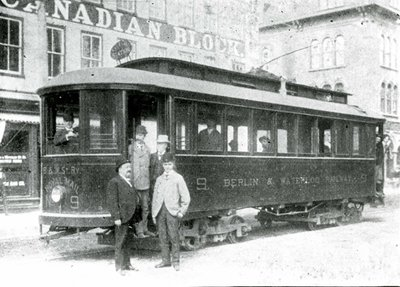
Spårvagn på King Street

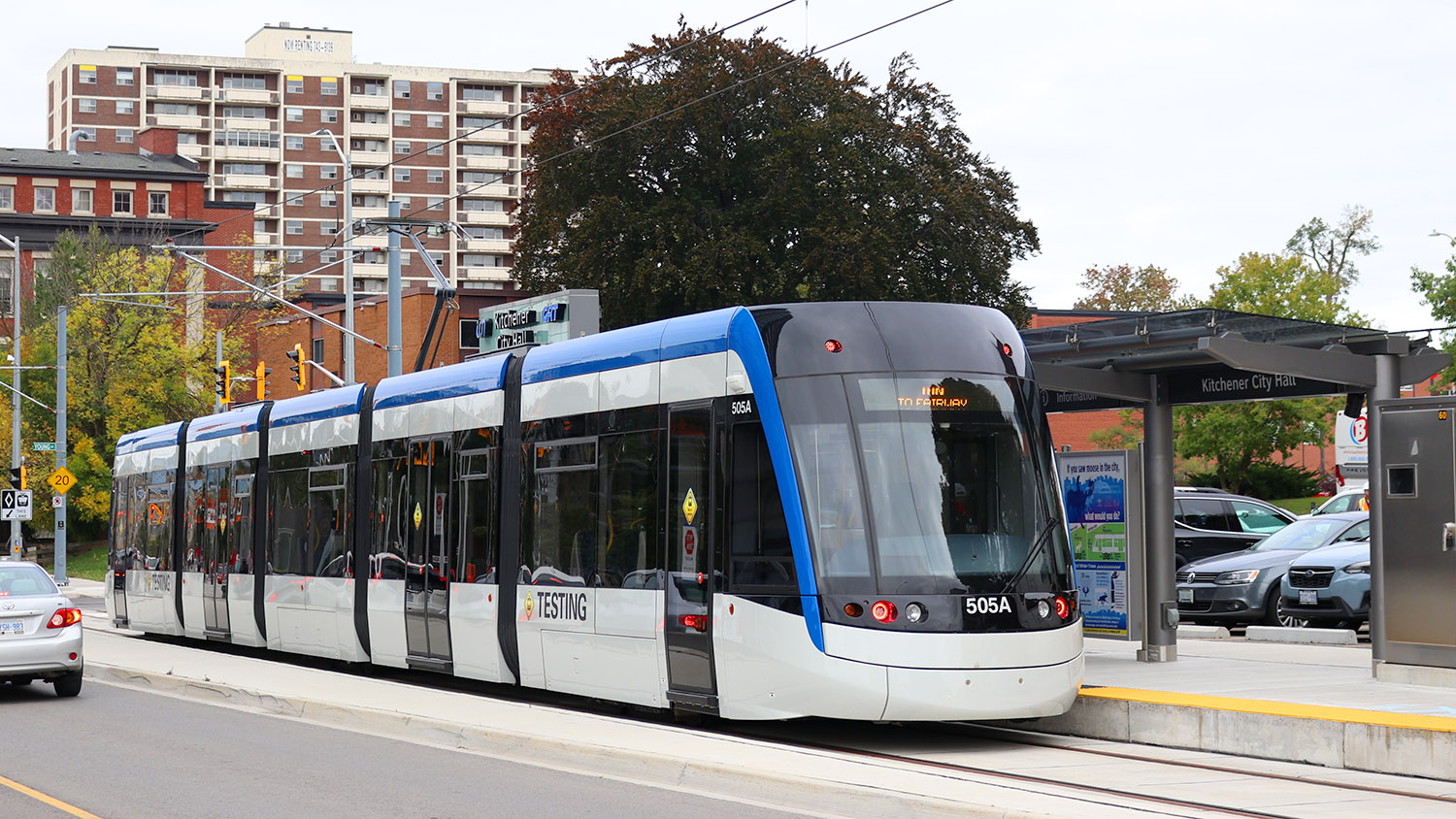
ION spårvagn i Kitchener

Kitchener och Waterloos spårväg var en spårväg mellan städerna Berlin (senare Kitchener) och Waterloo i provinsen Ontario i Kanada. Trafiken började med två hästspårvagnar år 1888 under namnet Berlin and Waterloo Street Railway.
Spårvagnarna byggdes om till eldrift år 1895, men det fungerade inte särskilt bra. Bolaget saknade medel, så ett lokalt konsortium övertog verksamheten och köpte 8 nya spårvagnar med släpvagnar. Spårvägen övertogs av staden Berlin år 1907 och drevs som ett kommunalt bolag ända till slutet. År 1919 bytte bolaget namn till Kitchener and Waterloo Street Railway  efter att staden hade bytt namn till Kitchener år 1916.
Hästspårvagnarna gick från Cedar Street i  Waterloo till Scott Street i Kitchener och år 1900 förlängdes spårvagnslinjen till King Street i Kitchener.
Spårvagnstrafiken upphörde år 1946 och ersattes med trådbussar.

## En ny era
År 2004 började man utreda ett nytt transportsystem för regionen. Tunnelbana var ett förslag men även monorail diskuterades. Den 24 juni 2009 beslöt man att en lättbana skulle byggas.
Den 21 juni 2019 startade den nya lättbanan, som har fått namnet ION. Den trafikerar en 19 kilometer lång sträcka mellan södra Kitchener och norra Waterloo och det finns planer på en utvidgning till staden Cambridge. Linjen trafikeras av 14 tågsätt från Bombardier Transportation.